# Africophilus pauliani
Africophilus pauliani là một loài bọ cánh cứng trong họ Bọ nước. Loài này được Legros miêu tả khoa học năm 1950.